# Margate (Engeland)
Margate is een plaats in het bestuurlijke gebied Thanet, in het Engelse graafschap Kent. De plaats telt 57.000 inwoners. In de stad bevindt zich kunstmuseum Turner Contemporary.

## Station Margate
- Station Margate

## Partnersteden
- Cyprus: Larnaca
- Oekraïne: Jalta
- Duitsland: Idar-Oberstein

## Geboren in Margate
- Ballard Berkeley (1904-1988), acteur
- Alfred Deller (1912-1979), contratenor
- Ana Lily Amirpour (1980), Iraans-Amerikaans filmregisseuse, scenarioschrijfster, filmproducente en actrice